# Новая Купавна
Новая Купавна — деревня в Ногинском районе Московской области России, входит в состав городского поселения Старая Купавна.

## Население
| 1852 | 1859 | 1869 | 1926 | 2002 | 2006 | 2010 |
| ---- | ---- | ---- | ---- | ---- | ---- | ---- |
| 68   | ↗139 | ↗142 | ↘58  | ↗101 | ↘86  | ↗844 |

## География
Деревня Новая Купавна расположена на востоке Московской области, в юго-западной части Ногинского района, на Горьковском шоссе М7, примерно в 17 км к востоку от Московской кольцевой автодороги и 18 км к западу от центра города Ногинска, по правому берегу реки Шаловки бассейна Клязьмы.
В 6,5 км южнее деревни проходят Носовихинское шоссе и пути Горьковского направления Московской железной дороги, в 9 км к северо-западу — Щёлковское шоссе А103, в 8 км к северо-востоку — Монинское шоссе Р109, в 5,5 км к северо-востоку — пути хордовой линии Мытищи — Фрязево Ярославского направления Московской железной дороги.
Ближайшие населённые пункты — деревня Щемилово и посёлок Зелёный, а также деревня Шевёлкино Щёлковского района.
В деревне пять улиц — 34 км, Луговая, Осенняя, Сиреневая и Солнечная; два микрорайона; Новая Деревня и местность Родинки. Связана автобусным сообщением с городами Ликино-Дулёво, Москвой, Ногинском и Старой Купавной.
В 1994 году было основано Крестьянское Хозяйство «Рита», на территории которого созданы искусственные озёра с островами.
В 2011 году на улице Сиреневой построили Конгресс-отеля «Ареал». Территория отеля составляет 12 Га, количество номеров — 275.
В 2016 году построили ЖК Гармония.

## История
В середине XIX века относилась ко 2-му стану Богородского уезда Московской губернии и принадлежала разным владельцам. В деревне была суконная фабрика купцов Бабкиных, 18 дворов, крестьян 35 душ мужского пола и 33 души женского.
В «Списке населённых мест» 1862 года — владельческая деревня 2-го стана Богородского уезда Московской губернии на Владимирском шоссе (из Москвы, через Богородск на Владимир), в 18 верстах от уездного города и 11 верстах от становой квартиры, при речке Купавинке, с 24 дворами и 139 жителями (70 мужчин, 69 женщин). Население деревни составляли купцы, мещане, временнообязанные и государственные крестьяне, поселившиеся на помещичьих землях.
По данным на 1869 год — слобода Васильевской волости 2-го стана Богородского уезда с 22 дворами и 142 жителями (68 мужчин, 74 женщины), из которых 32 грамотных; 1 каменным и 22 деревянными домами; было 4 питейных дома, 2 лавки и 2 харчевни. Количество земли составляло 16 десятин, имелось 24 лошади, 21 единица рогатого и 12 единиц мелкого скота.
По материалам Всесоюзной переписи населения 1926 года — деревня Михневского сельсовета Васильевской волости Богородского уезда в 9 км от станции Купавна Нижегородской железной дороги, проживало 58 жителей (22 мужчины, 36 женщин), насчитывалось 11 крестьянских хозяйств.
С 1929 года — населённый пункт Московской области в составе Богородского (1929—1930) и Ногинского районов (1930 — н. в.).
Решением Московского областного комитета от 8 августа 1959 года № 955 деревня была передана в административное подчинение рабочему посёлку Купавна Ногинского района.
В 2006 году деревня вошла в состав городского поселения Старая Купавна Ногинского муниципального района Московской области.